# کوپرویاکا (شاوشات)
کوپرویاکا (به ترکی استانبولی: Köprüyaka) یک منطقهٔ مسکونی در ترکیه است که در شاوشات واقع شده‌است. کوپرویاکا ۱۷۵ نفر جمعیت دارد.